# Giovanni Borromeo

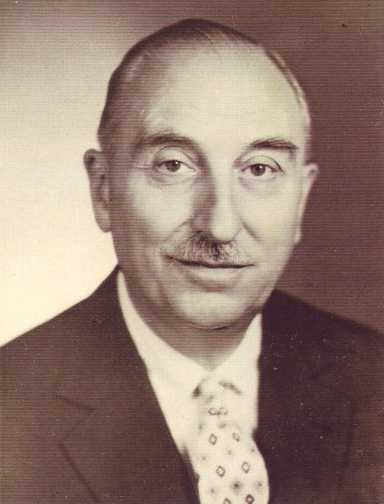
Giovanni Borromeo

Giovanni Borromeo (* 15. Dezember 1898 in Rom; † 24. August 1961 ebenda) war ein italienischer Arzt. 2004 wurde er von Yad Vashem als Gerechter unter den Völkern anerkannt für die Rettung von fünf Mitgliedern der Familie Almagià (Clotilde und Gina Almagià, Luciana Tedesco, Claudio Tedesco, Gabriella Ajo).

## Frühes Leben
Giovanni Borromeo war der Sohn des bekannten Arztes Pietro Borromeo. Während seines Medizinstudiums an der Universität Rom wurde er als Soldat in die italienische Armee für den Ersten Weltkrieg eingezogen. Er war Schüler von Marco Almajà, einem angesehenen Professor für Pathophysiologie an der Universität La Sapienza. Im Alter von 22 Jahren schloss Borromeo sein Medizinstudium ab. Laut seinem Sohn wurde er 1931 zum Direktor der Ospedali Riuniti di Roma, dem Krankenhausverbund von Rom, ernannt, durfte die Position jedoch nicht annehmen, da er kein Mitglied der faschistischen Partei war.
Am 2. Dezember 1933 heiratete Borromeo Maria Adelaide Mangani. Sie hatten drei Kinder: Beatrice (* 1934), Pietro (* 1937) und Maria Cristina (* 1943).

## Werdegang

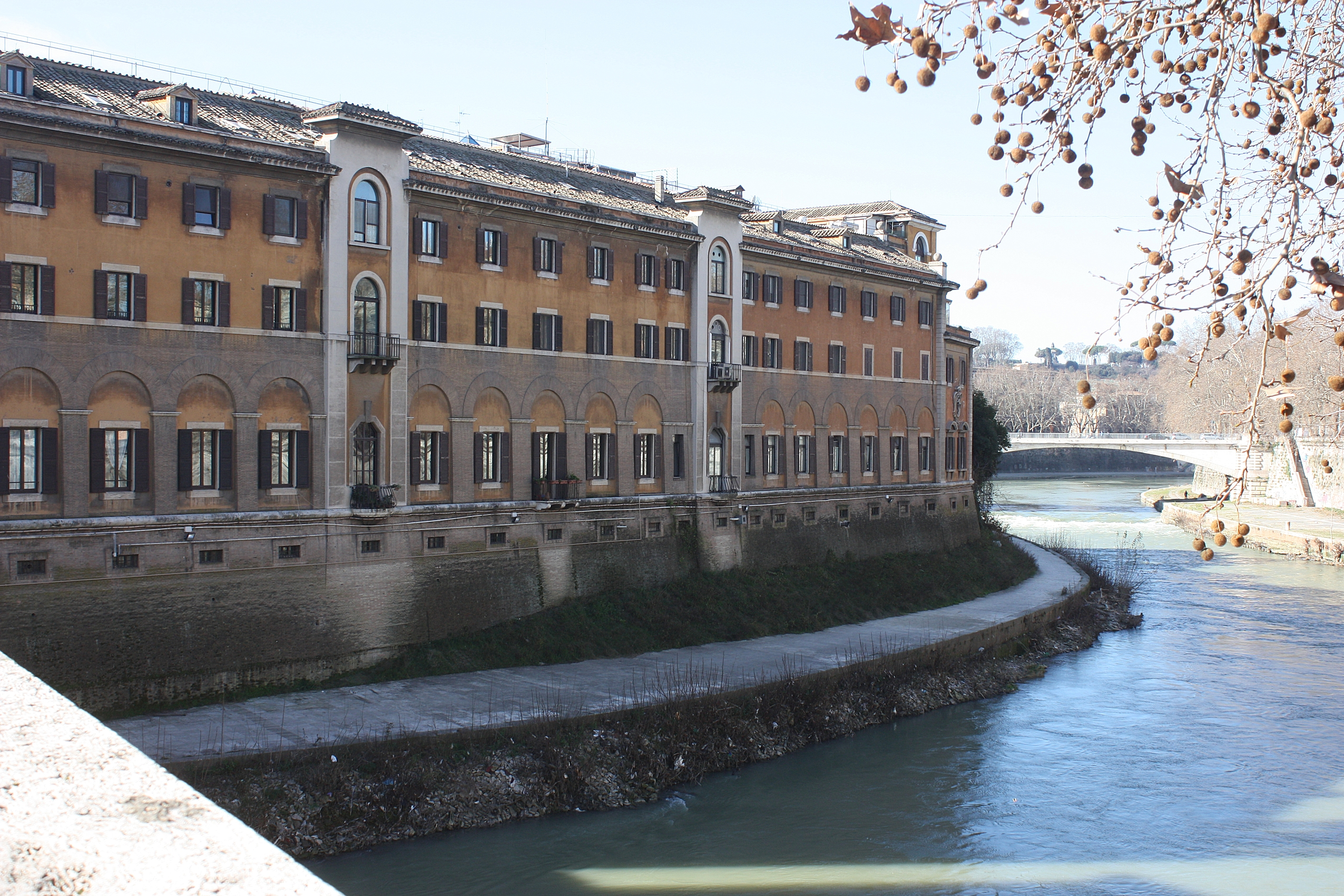
Das Ospedale Fatebenefratelli

Im Jahr 1934 wurde Borromeo zum Direktor des Ospedale Fatebenefratelli auf der Tiberinsel im Zentrum Roms ernannt. Gemeinsam mit Prior Maurizio Bialek setzte er die 1922 begonnene Renovierung des Krankenhauses fort und schloss so die Transformation von einem fast noch mittelalterlichen Hospiz zu einer modernen Ansprüchen genügenden Einrichtung ab. Das Fatebenefratelli-Krankenhaus galt als exterritoriale Zone, da es dem Orden der Barmherzigen Brüder vom heiligen Johannes von Gott gehörte, der es 1892 vom Königreich Italien erworben und in seine weltweite Kette von Krankenhäusern integriert hatte.
Zum medizinischen Personal gehörten zwei junge Ärzte in prekärer Lage, von denen die einzigen bekannten Berichte aus erster Hand über das Leben im Krankenhaus während des Krieges stammen: Vittorio Emanuele Sacerdoti und Adriano Ossicini. Sacerdoti war Jude und der Neffe von Professor Almagià, Borromeos Lehrer. Ossicini war ein katholischer Antifaschist, der sich mehrfach dem Gefängnis hatte entziehen können. 1998 gab Sacerdoti der Shoah Foundation ein ausführliches Interview und 2005 veröffentlichte Ossicini seine Memoiren mit dem Titel „Un'isola sul Tevere“ („Eine Insel auf dem Tiber“).
Durch ihre Aufzeichnungen wurde dokumentiert, dass das Fatebenefratelli-Krankenhaus nach dem Waffenstillstand vom 8. September 1943 während der deutschen Besetzung Roms zu einer Zufluchtsstätte für Flüchtlinge, Carabinieri, Kolonialpolizisten, Deserteure, Widerstandskämpfer, Antifaschisten und schließlich, nach der Befreiung, auch für republikanische Faschisten wurden. Sowohl Ossicini als auch Sacerdoti geben an, dass sich nach den bewaffneten Auseinandersetzungen vom 8. September 1943 eine Gruppe von Ärzten im Krankenhaus heimlich organisierte, um Widerstandskämpfern medizinische Hilfe zu leisten. Sacerdoti erklärt, dass er, weil er ohnehin in Gefahr war, oft in die Wälder um Rom geschickt wurde, um verwundete Partisanen zu versorgen. Vor allem berichtet Sacerdoti, dass er vielen Juden, die im alten Ghetto gegenüber dem Krankenhaus lebten, Pflege und mitunter auch Medikamente zur Verfügung gestellt habe.
Nach der Verkündung des Waffenstillstands von Cassibile zwischen Italien und den Alliierten am 8. September 1943 verließen der König und die Armee Rom. Mussolini wurde von seinen deutschen Verbündeten befreit und gründete die Italienische Sozialrepublik (RSI), deren Territorium sich von Neapel bis zu den Alpen erstreckte. Die Armee erhielt keine genauen Befehle und viele ihrer Kommandeure folgten Pietro Badoglio und dem König. Rom fiel unter deutsche Kontrolle unter der Führung von Herbert Kappler. Präfekt Pietro Caruso übernahm die RSI-Verwaltung, die die deutschen Besatzer mit Infrastruktur, Arbeitskräften und Informationen versorgte. Neben der deutschen SS waren zahlreiche faschistische Milizen und Kollaborateure in der Stadt, die unter einer schweren Nahrungsmittelknappheit litt. Nach der Verhaftung von 1.200 Juden am 16. Oktober 1943 wurden während der anschließenden neunmonatigen Besatzungszeit mehr als 1.000 weitere Juden denunziert, verhaftet und in das Konzentrationslager Fossoli di Carpi und anschließend nach Auschwitz deportiert.
Laut Sacerdotis Aussage bei der Shoah Foundation gab es im Fatebenefratelli-Krankenhaus zwei Fälle von Hilfeleistung für Juden. Sowohl Ossicini als auch Sacerdoti berichten, dass eine kleine Gruppe von Juden mit der Diagnose „Morbo di Koch“ aufgenommen wurde, was damals recht häufig vorkam. „Morbo di Koch“ war die damals gebräuchliche Bezeichnung für Tuberkulose, die zwischen 1941 und 1945 in ganz Europa grassierte. Allein in Rom verdoppelte sich die Sterblichkeit an „Morbo di Koch“ während der Kriegsjahre. Intern bezeichneten die Ärzte die geflohenen „Koch“-Patienten auch mit dem Decknamen „K“, in Anlehnung an den deutschen Befehlshaber Albert Kesselring. Ossicini schreibt die Idee des K-Codes Sacerdoti zu. Sacerdoti hingegen erinnerte sich nur an eine Anekdote und antwortete auf die Frage nach der Herkunft des Codes: „Ich weiß es nicht, das haben die Leute so gesagt, vielleicht der Direktor“.
Ossicinis und Sacerdotis Erinnerungen an die Unterstützung der Juden variieren dabei erheblich hinsichtlich Daten, Personenanzahl und Ereignisablauf. Beide unterscheiden sich von dem erst 2007 verfassten Buch von Borromeos Sohn über die Rettung der Juden durch seinen Vater. Sacerdoti und Ossicini würdigen Borromeo für seine Menschlichkeit. Laut Ossicini war er dem katholischen Bündnis mit dem faschistischen Regime stets skeptisch gegenüber eingestellt und neigte zur Zeit der deutschen Besatzung zum Widerstand, ohne jedoch jemals aktiv daran teilgenommen zu haben. Nach Angaben von Borromeos Sohn unterhielt dieser zusammen mit Prior Bialek im Keller des Krankenhauses ein Radio, um Kontakt zu den Partisanen, insbesondere zu seinem engen Freund Roberto Lordi, zu halten. In seinem Interview deutete Sacerdoti an, dass die Ärzte im Fatebenefratelli-Krankenhaus sich generell von der Politik ferngehalten hätten. Er erwähnte Borromeo nur einmal namentlich und bezeichnete ihn als einen „sehr katholischen Mann“. In der Tat hatte Borromeo enge Verbindungen in den Vatikan. Nach dem Krieg freundete er sich mit Alcide De Gasperi an, der ebenso ein Antifaschist mit engen Kontakten in den Vatikan und der von 1945 bis 1953 Premierminister war. Als Mitglied der christlichen demokratischen Partei wurde Borromeo Berater für öffentliche Gesundheitsfürsorge der Stadtverwaltung von Rom. Borromeo starb im August 1961 im Fatebenefratelli-Krankenhaus.
Nach dem Krieg erhielt er die silberne Verdienstmedaille; 43 Jahre nach seinem Tod wurde er von Yad Vashem in den Kreis der Gerechten unter den Völkern für die Beschützung der Familie von Marco Almajà aufgenommen.